# صفوان المولد
صفوان المولد (مواليد 22 ديسمبر 1983) هو لاعب كرة قدم سعودي.
لعب سابقاً لأندية الأهلي والشباب والحزم والقادسية والنهضة والوحدة والفيحاء والجبلين والدرعية وبيش والأنصار ونادي المجد.